# Covent Garden
Pour les articles homonymes, voir Covent Garden (homonymie).
Covent Garden est un quartier de Londres en Angleterre à la limite est de West End, entre St. Martin's Lane (en) et Drury Lane. Il est associé à l'ancien marché de fruits et légumes de la place centrale, qui est maintenant un site commercial et touristique fort populaire, ainsi qu'au Royal Opera House, qui est également connu sous le nom de « Covent Garden ». Le quartier est divisé par l'artère principale de Long Acre, au nord de laquelle se trouvent les boutiques indépendantes centralisées sur Neal's Yard et Seven Dials, tandis que le sud abrite sur la place centrale les artistes de rue et la plupart des superbes bâtiments, théâtres et lieux de divertissement, y compris le théâtre de Drury Lane et le musée du transport de Londres.
Principalement rural jusqu'au XVIe siècle, le site fut brièvement occupé lorsqu'il devint le cœur de la ville commerçante anglo-saxonne de Lundenwic. Après l'abandon du site, la partie centrale fut entourée de murs et utilisée en tant que terres arables et vergers par l'abbaye de Westminster, et appelée « Convent Garden », c'est-à-dire « le jardin du couvent (l'abbaye de Westminster) ». Connu plus tard sous le nom de Covent Garden, le domaine fut saisi par Henri VIII d'Angleterre, et donné au comte de Bedford en 1552. Francis Russell, 4e comte de Bedford confia à l'architecte Inigo Jones la tâche d'y édifier une place sur le modèle de la Renaissance italienne (piazza) bordée de belles maisons afin d'attirer des locataires aisés. Jones conçut une place à arcades avec l'église Saint-Paul de Covent Garden. Une telle place était une nouveauté à Londres. Elle eut une influence significative sur le développement urbanistique de Londres, servant de prototype pour l'aménagement de nouveaux lotissements. Un petit marché de fruits et légumes à l'air libre avait été développé sur le côté sud de la place à la mode en 1654. Peu à peu, le marché et ses environs acquirent une mauvaise réputation. Alors que les tavernes, les théâtres, les cafés et les bordels ouvraient, l'aristocratie quitta les lieux pour laisser la place aux intellectuels et aux dramaturges. Au XVIIIe siècle, il était devenu un célèbre quartier chaud, attirant les prostituées. Une loi du Parlement a été élaborée pour contrôler la zone, et l'immeuble néo-classique construit par Charles Fowler (en) a été érigé en 1830 pour couvrir et aider à organiser le marché. La zone se déclina en un lieu de loisirs lorsque le marché s'est développé et que d'autres bâtiments ont été ajoutés: Floral Hall, Charter Market, et, en 1904, le Jubilee Market. À la fin des années 1960, les embouteillages causant des problèmes, le marché dut déménager au New Covent Garden Market à environ 5 km au sud-ouest à Nine Elms (1974). Le bâtiment central a été rouvert comme centre commercial en 1980, et est maintenant un lieu touristique contenant cafés, pubs, petits commerces, et un marché artisanal appelé l'Apple Market, avec un autre marché organisé dans le Jubilee Hall.
Covent Garden, avec le code postal WC2, se trouve dans les arrondissements londoniens de Westminster et Camden, et les circonscriptions législatives de Londres et de Westminster et de Holborn et St Pancras.
Ce site est desservi par la station de métro Covent Garden.

## Histoire

### Période romaine jusqu’auXVIesiècle

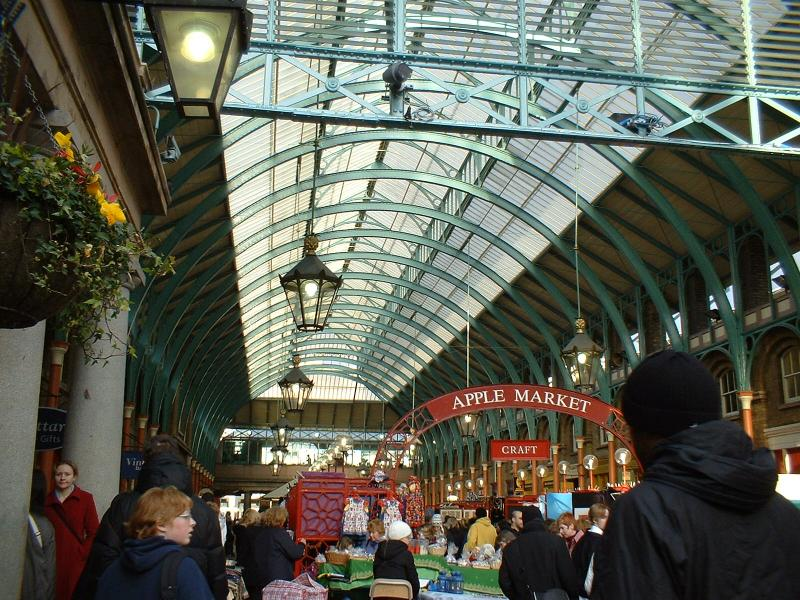
L'intérieur du marché.

Un village a existé dans le secteur depuis les temps romains de Londinium.
Convent Garden (« jardin du couvent »), plus tard déformé en Covent Garden, était le nom donné, pendant le règne du roi Jean (1199-1216) à un site de 40 acres (160 000 m2) dans le comté de Middlesex, limité à l’ouest par ce qui est maintenant St. Martin's Lane, au nord par Longacre, à l'ouest par Drury Lane et au sud par une ligne parallèle à Chandos Place, Maiden Lane et Exeter Street jusqu’à Aldwych.
Dans ce quadrilatère, l'abbaye ou le couvent de St. Peter, Westminster, a maintenu un grand potager tout au long du Moyen Âge pour s’auto-suffire. Au cours des trois siècles suivants, le vieux « Covent Garden » des moines est devenu un marché important de fruits et légumes à Londres et a été contrôlé par une succession de locataires avec bail par concession de l'abbé de Westminster.
Ce type de bail a par la suite mené aux conflits de propriété dans tout le royaume. Après la dissolution des monastères par le roi Henri VIII, la couronne s’approprie leurs terres en 1540, réglant ainsi le problème.
Henri VIII a accordé une partie de cet endroit au baron John Russell, Lord High Admiral, et plus tard comte de Bedford. Accomplissant sur son lit de mort le souhait de son père, le roi Édouard VI a accordé le reste de Covent Garden en 1547 à son oncle maternel, Edward Seymour, premier duc de Somerset, qui a commencé la Somerset House sur le côté sud du Strand l'année suivante. Après la décapitation de Seymour pour trahison en 1552, cette propriété est de nouveau rentrée dans le giron de la couronne d'Angleterre et a été attribuée quatre mois plus tard à un de ceux qui avaient contribué à la chute de Seymour. On a accordé quarante acres (16 km2), connus sous le nom de « Covent Garden » ou « the long acre », par édit royal à perpétuité au comte de Bedford.

### DuXVIeauXIXesiècle
Le Covent Garden moderne remonte à 1631, lorsque la propriété a été lotie par Francis Russell, le 4e comte de Bedford. Il a été inspiré par la fin du XVe siècle et le début du XVIe siècle de construire des villes-marchés connues sous le nom de bastides (elles-mêmes modelées sur les villes romaines).
Le peintre David des Granges a vécu et travaillé dans le quartier de Covent Garden avant son mariage en 1635.
Le secteur est rapidement devenu une base pour les commerçants du marché, et après le grand incendie de Londres de 1666 qui a détruit les marchés « rivaux » à l'est de la ville, le marché est devenu le plus important du pays. Les articles exotiques de partout dans le monde venaient par bateaux, étaient déchargés sur les quais de la Tamise et vendus à Covent Garden. La première mention d'un spectacle de Punch et Judy en Grande-Bretagne a été enregistrée par le journaliste Samuel Pepys, qui a vu un tel spectacle dans la place en mai 1662. Aujourd'hui Covent Garden est la seule partie de Londres où sont autorisés les spectacles de rue. En 1830 un grand bâtiment rappelant des bains romains, comme ceux trouvés à Bath, a été construit pour être l’endroit d’un marché permanent.
En 1855, 13 taudis de Covent Garden ont été nettoyés. On en a extrait 150 carrioles de purin provenant des cloaques, 350 carrioles de déchets indéterminés et une tonne exclusivement constituée d'insectes et de vermine.

### AuXXesiècle

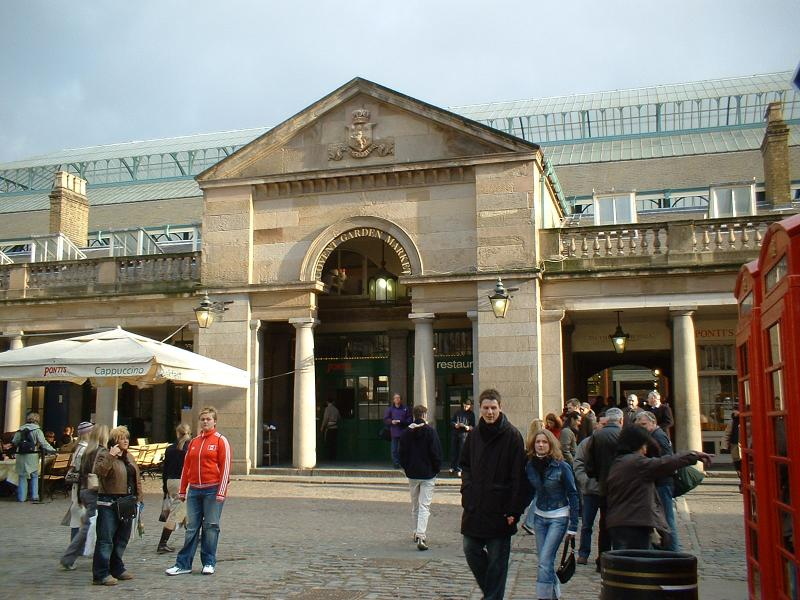
L'extérieur du marché.

Vers la fin des années 1960, la congestion du trafic dans les abords avait atteint un tel niveau que l'utilisation de la place comme marché, qui exigeait l’utilisation de camions de plus en plus grands pour les livraisons et la distribution, devenait insoutenable. Le secteur entier a été menacé par une reconstruction complète. Après un tollé public, en 1973, le Home Secretary Robert Carr a placé des douzaines de bâtiments autour de la place sur la liste des monuments classés, empêchant la reconstruction. L'année suivante, le marché a finalement été déplacé à un nouvel emplacement (appelé le New Covent Garden Market) environ cinq kilomètres au sud-ouest, à Nine Elms. La place a langui jusqu’à ce que son bâtiment central soit rouvert comme centre commercial et attraction pour touristes en 1980. Le musée des Transports de Londres et l'entrée arrière du Royal Opera House sont également localisés sur la place.
Dans une tradition musicale quelque peu différente, à Neal Street, le célèbre club punk, le Roxy en 1977.
Depuis 2005, à Covent Garden se trouve l’« Avenue of Stars », la réponse de Londres à la promenade de Hollywood, qui passe devant St Paul’s Church, également connue comme l’« église des acteurs ».

## Culture

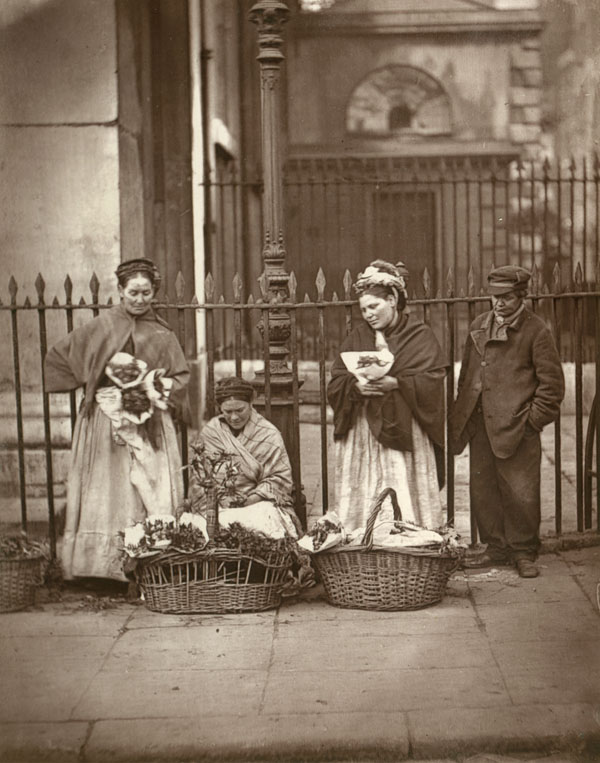
Femmes vendant des fleurs sur le trottoir de Covent Garden, 1877.

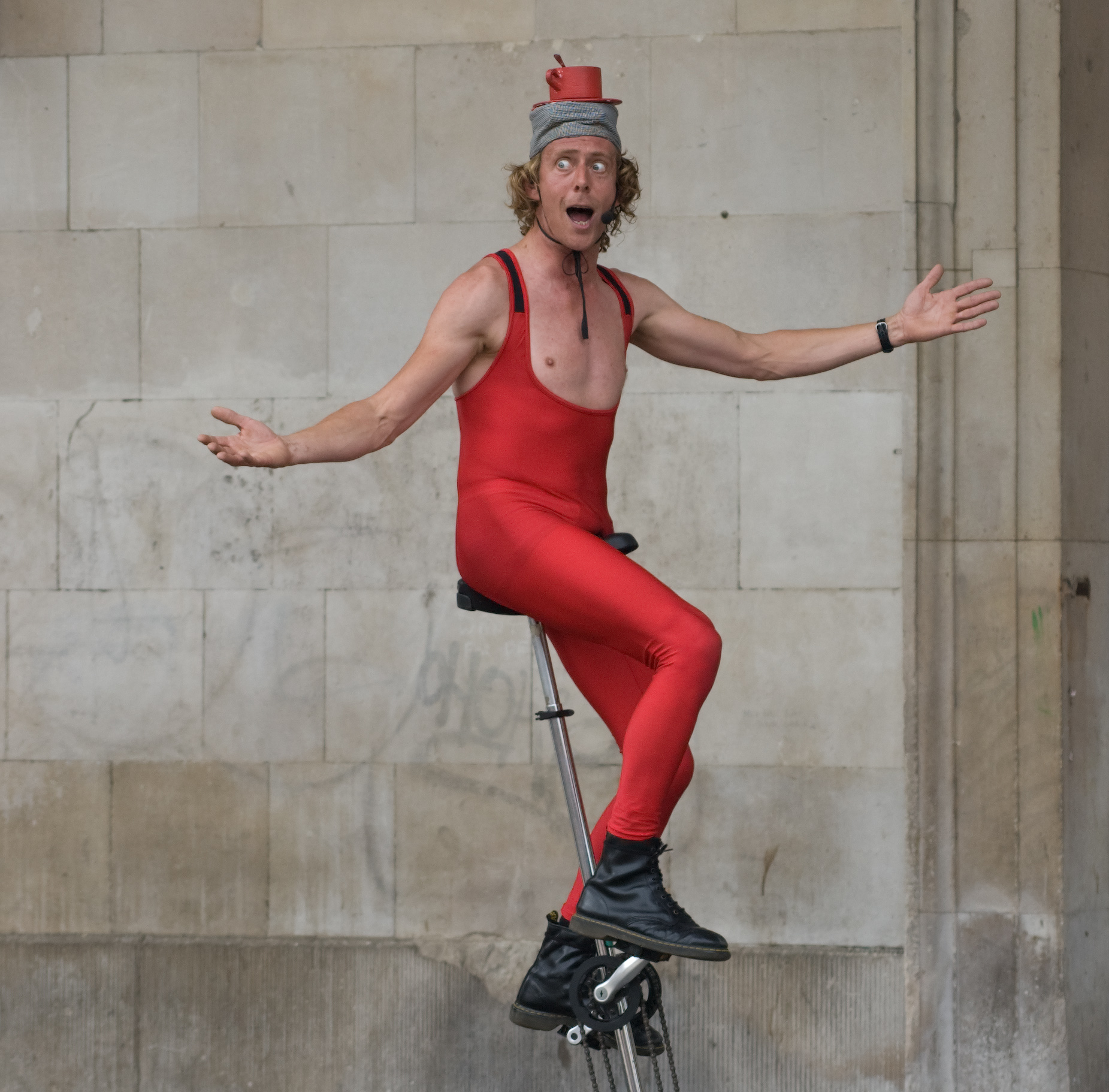
Un artiste de rue en pleine représentation devant l'ancien marché.

Covent Garden a longtemps été associée comme une zone et à la fois de divertissement et d'achat, et cela continue encore aujourd'hui. Covent Garden compte treize théâtres, et plus de 60 pubs et bars, la plupart au sud de Long Acre, près du principal quartier commerçant de l'ancien marché. La zone de Seven Dials dans le nord de Covent Garden a été le haut-lieu du club punk rock The Roxy en 1977, et la zone demeure toujours axée sur les jeunes avec ses points de vente.

### Art de rue
L'art de rue à Covent Garden a été indiqué dans le journal de Samuel Pepys, en mai 1662, quand il a enregistré la première mention d'un spectacle Punch et Judy en Grande-Bretagne. Les spectacles impromptus de musique ont été organisés par la célébrité locale William Cussans au XVIIIe siècle. Covent Garden est accrédité pour les spectacles de rue, et l'audition les artistes pour l'emploi du temps dans un certain nombre de lieux à travers le marché, y compris le North Hall Nord, West Piazza et South Hall Courtyard. La cour intérieure est dédiée uniquement à la musique classique. Il y a chaque jour de l'année des spectacles de rue au marché de Covent Garden, sauf le jour de Noël. En mars 2008, le propriétaire du marché, Capco, a proposé de réduire les spectacles de rue à un spectacle de 30 minutes chaque heure.

### Pubs
La zone de Covent Garden compte plus de 60 pubs et bars, dont plusieurs figurent comme bâtiments classés dans l'Inventaire national des Intérieurs de pubs historiques de CAMRA. The Harp, situé place Chandos a reçu plusieurs prix, dont le SPBW London Pub of the Year (« Pub londonien de l'année ») en 2008 par la Society for the Preservation of Beers from the Wood, et la National Pub of the Year par CAMRA en 2011, Il fut un temps propriété de la Charrington Brewery (en), quand il était connu comme La Harpe galloise.

## Transport
Covent Garden est desservi par la Piccadilly line à la station de métro Covent Garden au coin de la rue Long Acre et James Street. La station a été ouverte dans le cadre de la ligne ferroviaire Great Northern, Piccadilly et Brompton le 11 avril 1907, quatre mois après, les services du reste de la ligne commencèrent à être opérationnels le 15 décembre 1906. L'accès au quai de la station est uniquement accessible par l'ascenseur ou par les escaliers ; jusqu'à l'amélioration des portes de sortie en 2007, dû au nombre important de passagers (16 millions annuel), le métro de Londres devait conseiller aux voyageurs de descendre à la station Leicester Square et marcher une courte distance (la distance de 300 mètres entre les deux stations est la plus courte de Londres) afin d'éviter les embouteillages. Les stations qui sont juste en dehors du quartier sont la Gare de Charing Cross, Charing Cross, Leicester Square et Holborn. Covent Garden compte une ligne de bus, la RV1, qui utilise Catherine Street comme terminus, juste à l'est de la place de Covent Garden ; à proximité, on compte une trentaine de lignes de bus, principalement sur la rue Strand ou Kingsway.

## Adaptations et courts métrages
Le marché et le théâtre ont été mémorablement rassemblés dans l'ouverture de la pièce de George Bernard Shaw, Pygmalion, où le professeur Higgins attend un taxi pour le ramener de l'opéra jusqu’à sa maison quand il trouve par hasard Eliza Doolittle vendant des fleurs sur le marché.
Dans les années 1950, avant de diriger des films comme As if et O Lucky Man, Lindsay Anderson réalisa un court métrage ayant pour sujet les activités quotidiennes du marché de Covent Garden, appelé Every Day Except Christmas. Il montre 12 heures de la vie du marché et des personnes du marché.
En 1972, une bonne partie du film d'Alfred Hitchcock Frenzy y est tournée. Le pub où Blaney se fait mettre à la porte est en réalité le Nell of Drury Pub, situé sur Catherine Street à Covent Garden. La maison où habite Rusk est située au 3, Henrietta Street, toujours sur Covent Garden.
La série télévisée Vicious présente Freddie et Stuart, un couple gay vivant dans un appartement de Covent Garden.